# Gyilkos bábok
A Gyilkos bábok (eredeti cím: Puppet Master) 1989-es amerikai horrorfilm-sorozat, mely egy egyiptomi varázslat által előidézett antropomorf bábok történetét meséli el, amelyek mindegyike saját egyedi és veszélyes eszközzel van felszerelve. A filmet Charles Band és Kenneth J. Hall története alapján, David Schmoeller írta és rendezte. Ez az első film a Gyilkos bábok-sorozatban, a főszerepeket Paul Le Mat, Irene Miracle, William Hickey, valamint Matt Roe és Kathryn O'Reilly játssza. Eredetileg 1989 nyarára szánták mozis megjelenését. A Gyilkos bábok végül 1989. október 12-én direkt-videó kiadásban jelent meg a Paramount Pictures forgalmazásában. A film nagyon népszerű volt a videó piacon, és mivel nagy kultusznak örvendett, további tizennégy rész készült. A sorozat első 5 része kritikailag pozitív fogadtatásban részesült, ám a további folytatások már nem hozták a korábbi részek minőségét.

## Történet
Fizikusok nyomoznak a híres antropomorfizmussal foglalkozó bábkészítő André Toulon után, aki állítólag felfedezte az élet titkát. A mester azonban a gyilkolás művészetét találta meg, különleges tulajdonságokkal felruházott bábjai formájában. A gyilkos hadsereg halálos titkok őrzésére van beprogramozva, és nem szereti a kíváncsiskodókat... "Gonoszság minden nagyságban"

## Szereposztás
| Karakter           | Színész          | Magyar hang       |
| ------------------ | ---------------- | ----------------- |
| Alex Whitaker      | Paul Le Mat      | Háda János        |
| André Toulon       | William Hickey   | Breyer László     |
| Dana Hadley        | Irene Miracle    | Virághalmy Judit  |
| Neil Gallagher     | Jimmie F. Skaggs | Galkó Balázs      |
| Megan Gallagher    | Robin Frates     | Biró Anikó        |
| Frank Forrester    | Matt Roe         | Rudas István      |
| Carlissa Stamford  | Kathryn O'Reilly | N/A               |
| Theresa            | Mews Small       | Papp Ági          |
| Carlissa Stamford  | Kathryn O'Reilly | N/A               |
| Nő a cirkuszban    | Barbara Crampton | N/A               |
| Férfi a cirkuszban | David Boyd       | N/A               |
| Bérgyilkos 1       | Peter Frankland  | (eredeti nyelven) |
| Bérgyilkos 2       | Andrew Kimbrough | (eredeti nyelven) |

### Bábok
- Blade
- Pinhead
- Tunneler
- Jester
- Leech Woman
- Shredder Khan
- Gengie

## Megjelenés
- A Gyilkos bábok Magyarországon VHS-en jelent meg 1993-ban szinkronizálva a Flamex forgalmazásában.[2]
- A film 2010. július 27-én jelent meg Blu-ray disc-en az Amerikai Egyesült Államokban.[3]

## Kritikai fogadtatás
- A Rotten Tomatoes esetében a film 10.573 értékelési kritérium alapján 40% -os minősítést kapott.[4]
- Az IMDb filmadatbázison 5.7 pont áll.[5]
- A TV Guide negatív visszajelzést adott a filmnek, amely "a gyilkos-báb műfaj értelmetlen változata".[6]
- A Dread Central 3/5-es értéket adott a filmnek, elismerően nyilatkozott a film hangulatáról, minőségéről, történetéről, de bírálta a színészi teljesítményt, a gyenge forgatókönyvet. "A Gyilkos bábok nem rengeti meg a világot, de minden képkockán érezni a törődést, én mindig is nagy rajongója voltam az ehhez hasonló produkcióknak, így a film apró hiányosságai könnyen megbocsáthatóak.[7]
- A Wes R. a Oh the Horror.com weboldal pozitív visszajelzést adott a filmnek: "A Puppet Master minden hiányossága ellenére a "gyilkos játék" típusú horrorfilmek egyik legélvezetesebb darabja." Nem hibátlan alkotás, azonban mégis székhez szögezi a nézőt. A karakterek nem túl kidolgozottak, ám a bábok csodálatosan néznek ki a különleges effektusokkal, mely David Allen nagyszerű munkájának gyümölcse. Nagy mennyiségű részletességet és eredetiséget helyeztek el a bábmintákba."[8]

## Háttér
A filmet egy korábbi Charles Band produkció ihlette a gyilkos játékokról szóló Babák (1987). William Hickey Paul Le Mat színészmentora volt, és ebben a filmben újra együtt játszhattak. A film kronológiailag közvetlen folytatása a Puppet Master - Axis of evil, és a Puppet Master X: Axis Rising. Az utolsó véres képsorokhoz zöld színű vért használtak fel, hogy elkerüljék az "X" minősítést (Az X minősítésű filmek az Egyesült Államokban kizárólag felnőttek számára készültek, általában 18 vagy 21 évnél idősebbek). Charles Band 2010-ben reboot-olni szerette volna az eredeti filmet, a tervei azonban meghiúsultak.

## Remake
2009 márciusában arról számoltak be, hogy a film rendező/producere Charles Band gondolkodik az 1989-es Gyilkos bábok 3D-s felújításán, később Blu-Ray-n is megjelent.
2018-ban Lorenzo di Bonaventura producer szárnyai alá vette a Gyilkos bábokat, és elkészítette Puppet Master: The Littlest Reich címen a film remake-jét, egy újragondolt változatot, nagyobb költségvetéssel, a Di Bonaventura Pictures filmstúdió gyártásában, ill. várható lesz további két folytatása.

## Folytatások
Az alkotás olyan nagy sikernek örvendett a videópiacon, hogy az évtizedek során kultuszfilmmé vált, és egészen 2024-ig bezárólag további 14 epizód készült hozzá, illetve további folytatások is várhatóak.

## Videójáték
2012 óta fejlesztés alatt állt az October Games által készített hivatalos videójáték-adaptáció.
2021 szeptemberében a Full Moon kiadott egy előzetest a Puppet Master: The Game-hez, amely korai hozzáférést (early access) jelentett a 2022 végén Steamen megjelent játékhoz. 
Az ingyenesen letölthető játék hivatalosan 2023. március 1-jén jelent meg a Steamen.

## Fordítás
- Ez a szócikk részben vagy egészben  a   List of Puppet Master characters című angol Wikipédia-szócikk fordításán alapul.  Az eredeti cikk szerkesztőit annak laptörténete sorolja fel. Ez a jelzés csupán a megfogalmazás eredetét és a szerzői jogokat jelzi, nem szolgál a cikkben szereplő információk forrásmegjelöléseként.